# Сан Мауро ди Салине
Сан Мауро ди Салине (итал. San Mauro di Saline) је насеље у Италији у округу Верона, региону Венето.
Према процени из 2011. у насељу је живело 223 становника. Насеље се налази на надморској висини од 772 м.

## Становништво
Према резултатима пописа становништва 2011. у општини је живело 553 становника.
| 1931. | 1936. | 1951. | 1961. | 1971. | 1981. | 1991. | 2001. | 2011. |
| ----- | ----- | ----- | ----- | ----- | ----- | ----- | ----- | ----- |
| 1.120 | 1.066 | 1.024 | 788   | 578   | 525   | 535   | 568   | 553   |